# 크리스틴 도스 산토스
크리스틴 도스 산토스(Kristin dos Santos, 1975년 2월 24일 ~ )는 미국의 저널리스트, 칼럼니스트이다.